# Oomorphus concolor
Oomorphus concolor – gatunek chrząszcza z rodziny stonkowatych i podrodziny Lamprosomatinae. Zamieszkuje Europę i Zakaukazie.

## Taksonomia
Gatunek ten opisany został po raz pierwszy w 1807 roku przez Jacoba Sturma pod nazwą Byrrhus concolor. W 1831 roku umieszczony został przez Johna Curtisa w nowym rodzaju Oomorphus, dla którego stanowi gatunek typowy.

## Morfologia
Chrząszcz o owalnym w zarysie ciele długości od 2 do 3 mm. Ubarwiony jest jednolicie lśniąco czarno ze słabym połyskiem metalicznym; wyjątkiem jest tylko czerwony drugi człon czułków. Przedplecze jest punktowane, a często ponadto pokryte siateczką zmarszczek. Na przedpiersiu obecne są rowki, w których chować się mogą czułki. Odnóża są krótkie.

## Ekologia i występowanie

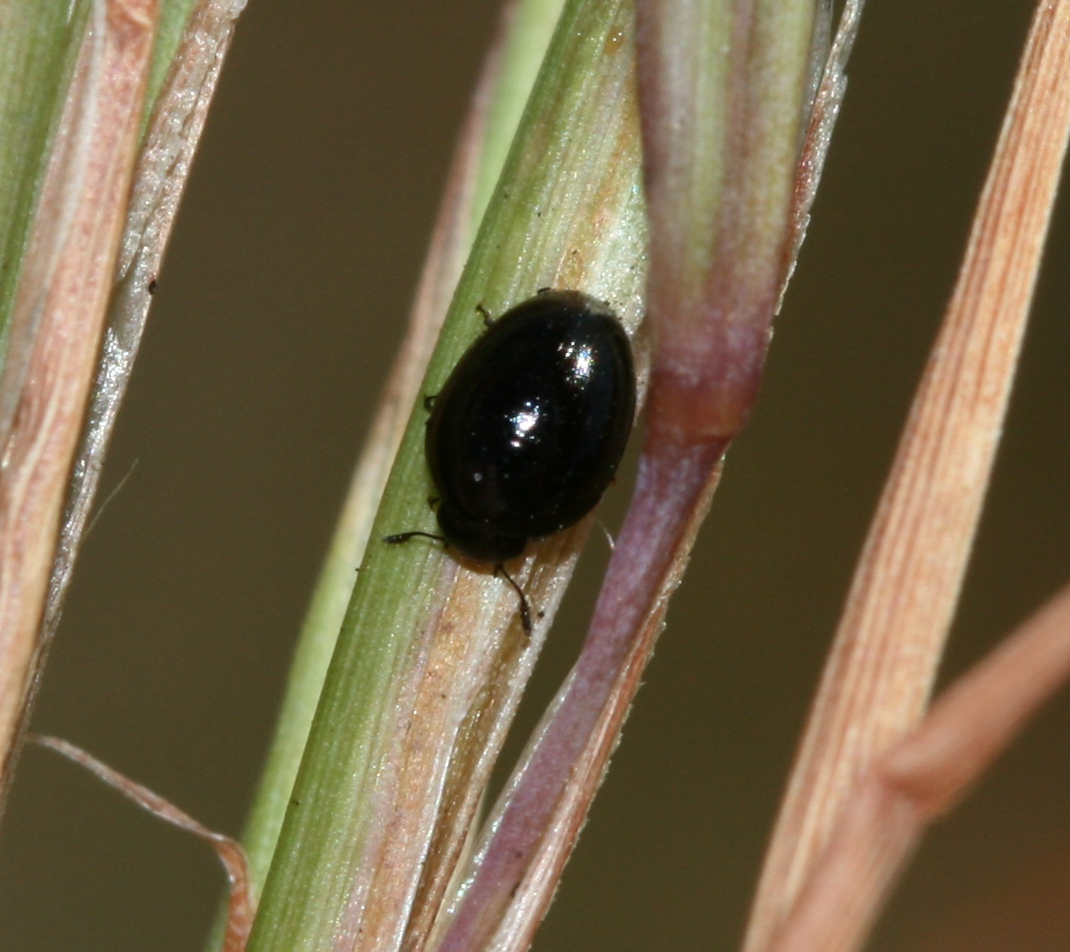
Imago w środowisku naturalnym

Owad rozmieszczony głównie na terenach pagórkowatych, pogórzach i w górach. Zasiedla skraje lasów, śródleśne polany, zacienione zarośla, wilgotne łąki czy ziołorośla na pobrzeżach dróg. Aktywne osobniki dorosłe obserwuje się od maja do lipca na roślinach zielnych. Fitofagiczne larwy żerują na podagrycznikach, w tym na podagryczniku pospolitym.
Gatunek palearktyczny, jedyny przedstawiciel swojej podrodziny na kontynencie europejskim. Znany jest z Hiszpanii, Wielkiej Brytanii, Francji, Belgii, Holandii, Niemiec, Szwajcarii, Austrii, Włoch, Danii, Szwecji, Estonii, Łotwy, Polski, Czech, Słowacji, Węgier, Ukrainy, Rumunii, Bułgarii, Słowenii, Chorwacji, Bośni i Hercegowiny, europejskiej części Rosji i Azerbejdżanu. Rzadko spotykany. W Polsce podawany jest z nielicznych stanowisk na południu kraju. Na „Czerwonej liście gatunków zagrożonych Republiki Czeskiej” umieszczony został jako gatunek narażony na wymarcie (VU).